# サモワール

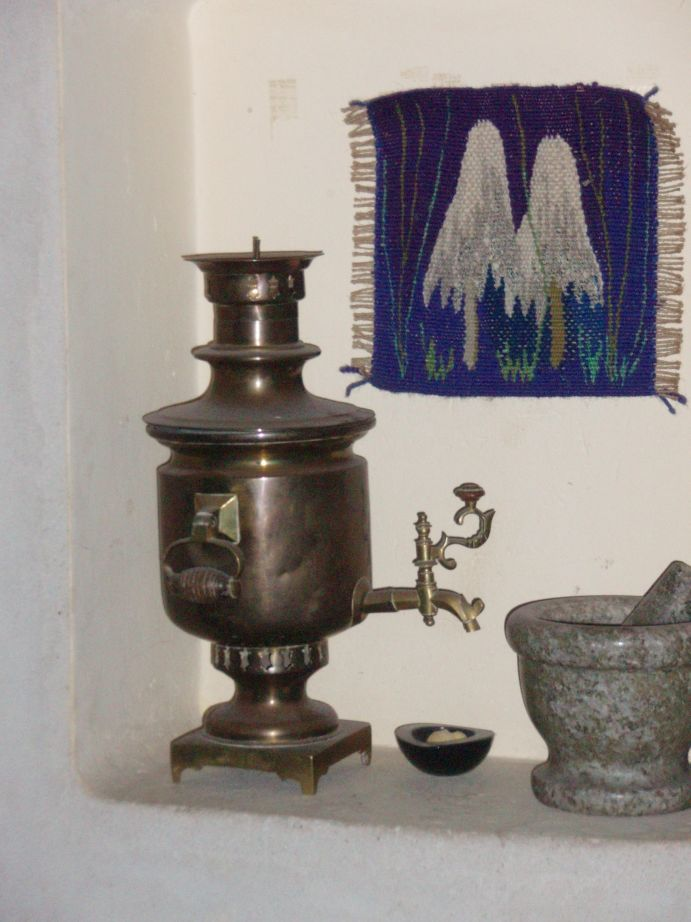
円筒形のサモワール

サモワール（ロシア語：самовар, IPA: [səmɐˈvar] ( 音声ファイル)サマヴァール、ペルシア語: سماور サマーヴァル、トルコ語: semaver）は、ロシアなどのスラブ諸国、イラン、トルコで古来より用いられてきた、湯を沸かすための金属製の伝統的器具。
イギリスに先だって紅茶文化を発達させていたロシアで、給茶器として発達したと見られ、ロシア語の「サミ（自分で）」と「ワリーチ（沸かす）」にちなむとされる。
片手で持てるサイズから据付設備レベルまで幅広い大きさの金属製容器で、胴部の中央に燃料を収納し燃焼させる構造を持つ。
燃料は石炭や炭、裕福な層では松かさなどが用いられ、数リットルから大きいものでは100リットル以上の水を加熱・保温し蛇口を備えるなど、現代の電気ポットのようにオンデマンドで熱湯を供給できる機能と、上部にティーポットを収納し保温する機能を備えていた。
当然ながら、現代では電熱式が主流となっている。
居間における重要な存在とされ、素材は銅、黄銅、青銅、ニッケル、スズなどで、富裕層向けには貴金属製のものや非常に装飾性の高いものも作られた。
起源には諸説あるが中央アジアで発明されたとみられ、小型のものは行楽に携行されることもあった。ちなみに、イギリスには「Tea Urn」（ティーアーン）と呼ばれる似た装置がある。

## サモワールの色々

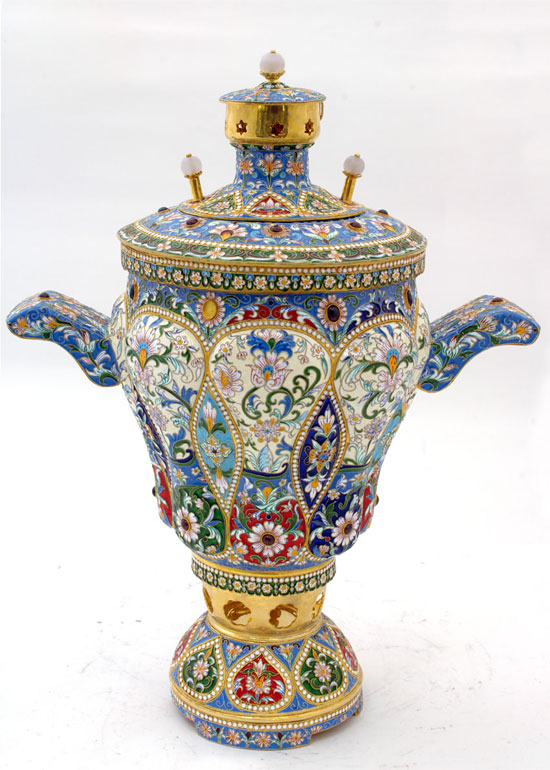
七宝で装飾をほどこした銀のサモワール
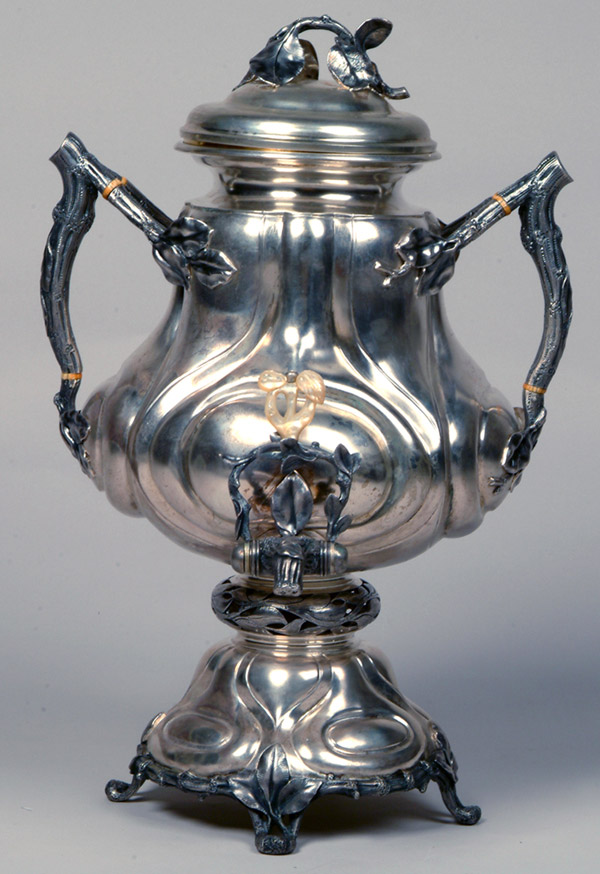
銀のサモワール。ロシア、19世紀半ば
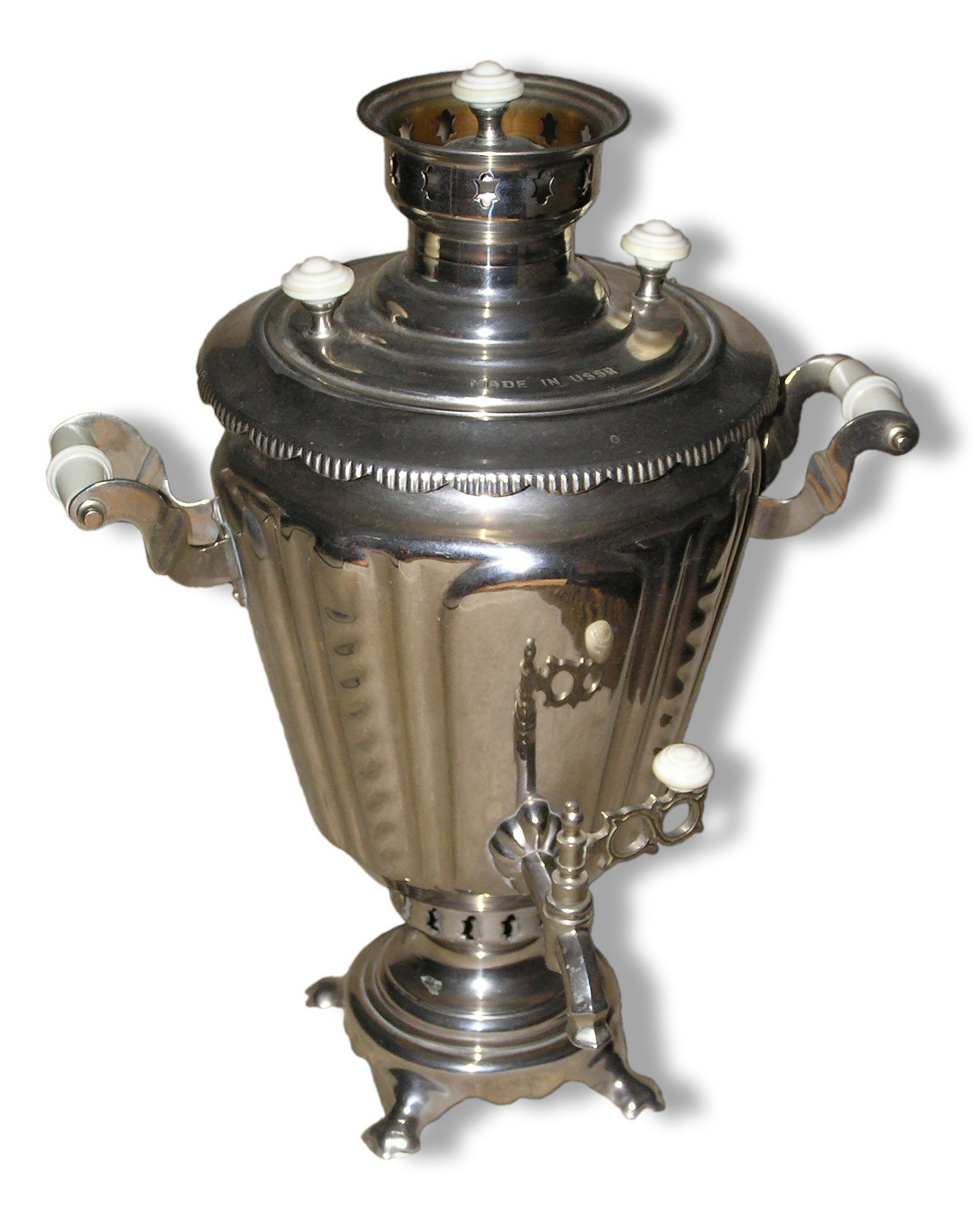
銀メッキされた円錐形のつぼ形サモワール
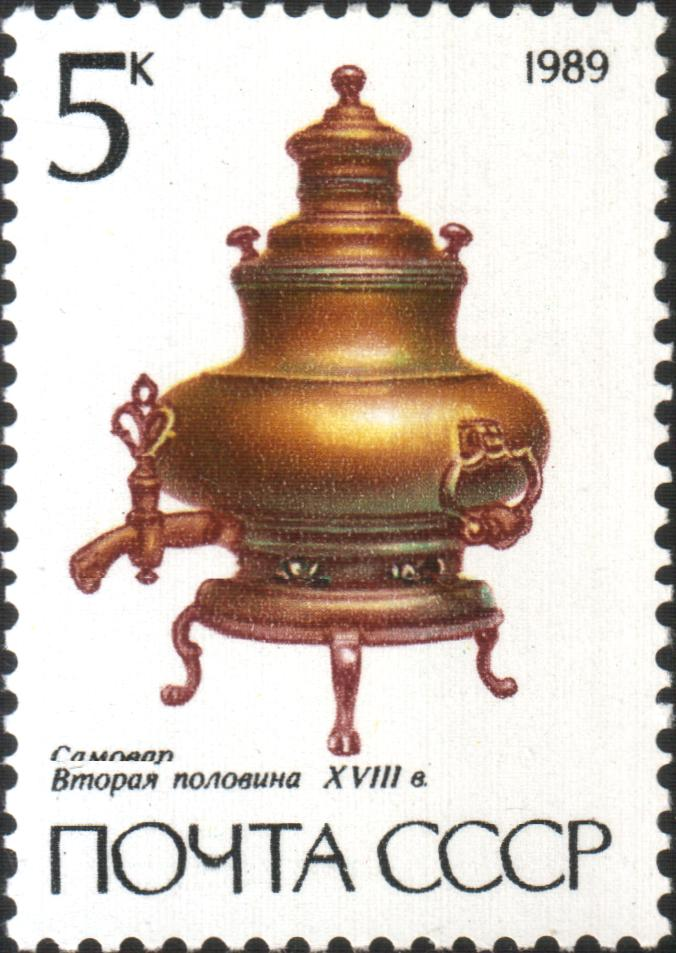
バロック様式のサモワール、18世紀半ば
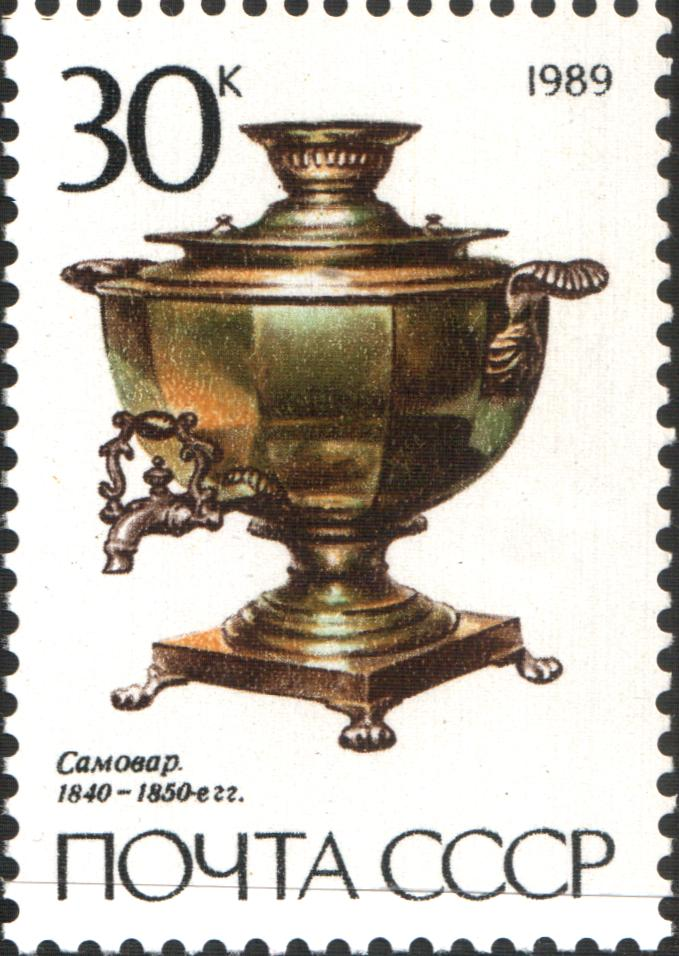
後期古典様式のサモワール、1840年 - 1850年頃
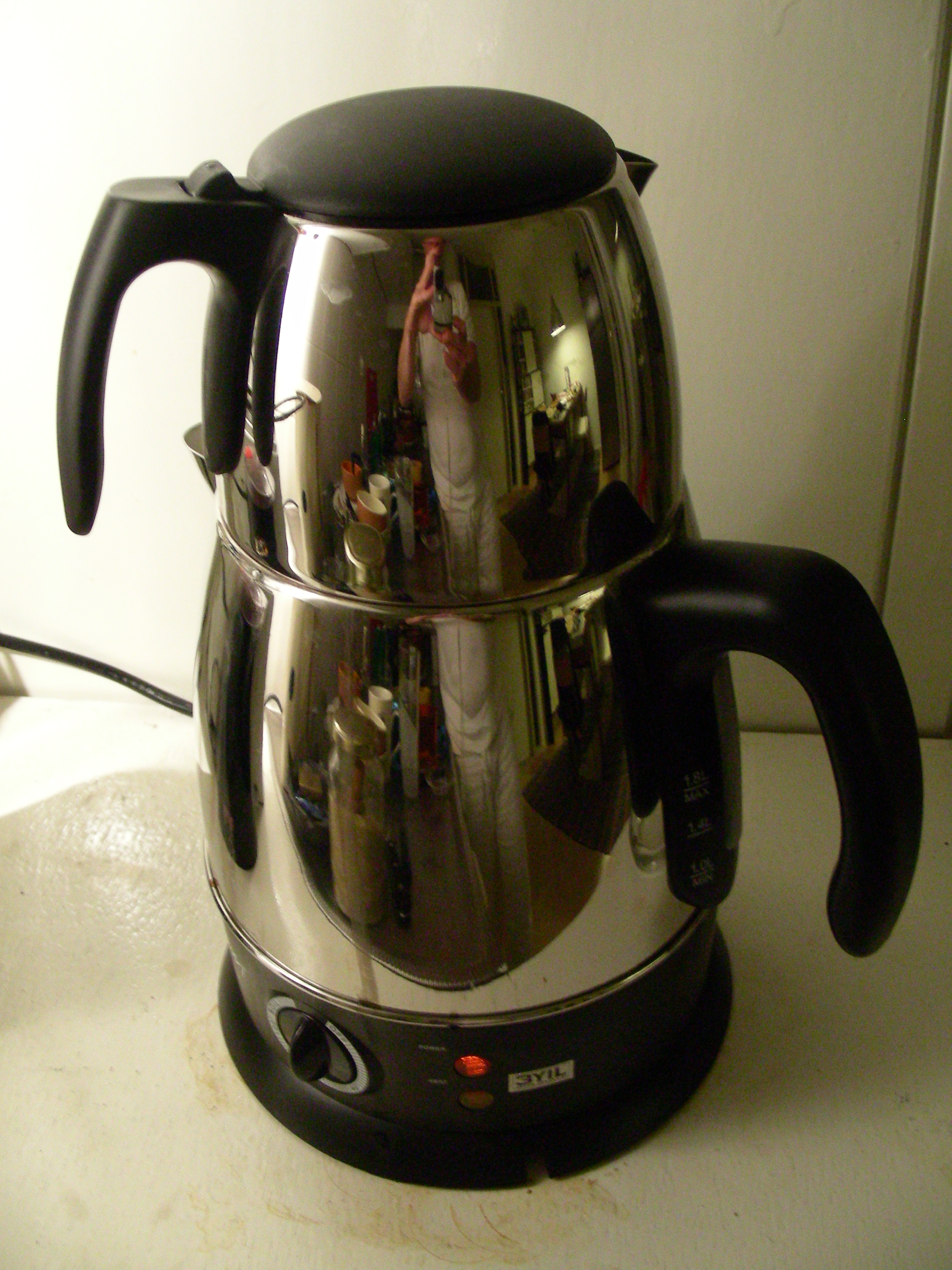
現代トルコの電熱式サモワール
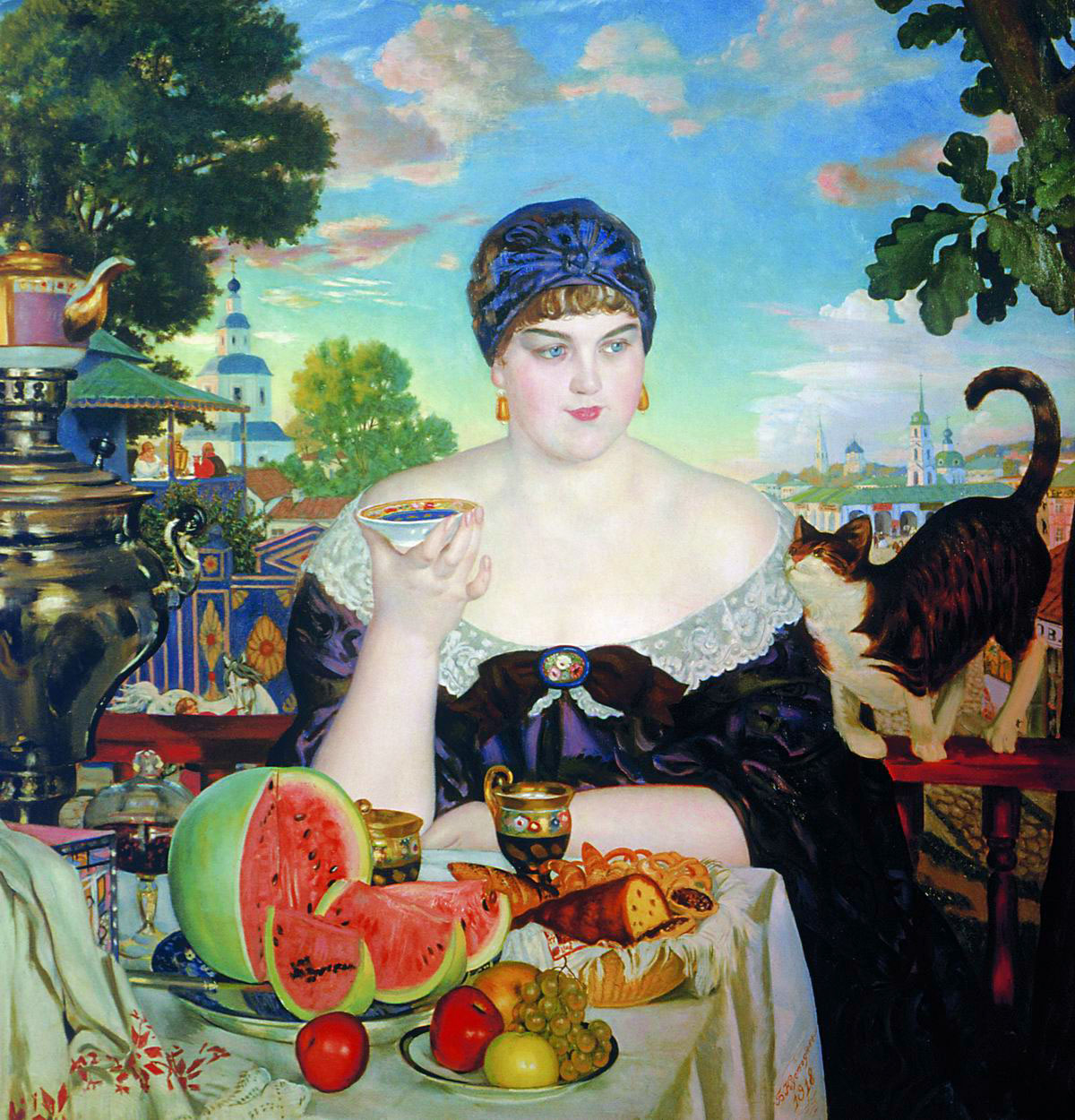
『商人の妻』（ボリス・クストーディエフ画、1918年）。画面左にティーポットをのせたサモワールが描かれている